# کیسه‌دارشیران
کیسه‌دارشیران (نام علمی: Thylacoleonidae) یک تیره از راسته کیسه‌داران علف‌خوار است که از حدود ۲۵ میلیون سال تا حدود ۴۶ هزارسال پیش در استرالیا زندگی می‌کردند. این جانوران گوشت‌خوار بوده و اندازه آن‌ها از کوچکی یک صاریغ تا بزرگی یک پلنگ متغیر بود.